# Zeche Kaysbergerbank
Die Zeche Kaysbergerbank oder der Kaisbergstollen ist ein ehemaliges Bergwerk in Hagen im östlichen Ruhrgebiet.

## Lage
Das Mundloch des Kaisbergstollens lag am östlichen Fuß des Kaisbergs unweit der Ruhr. Nach dem Bau der Bahntrasse ist es nicht mehr zugänglich. Die Karte von 1888 notiert den Verlauf des Stollens. Ihr ist eine aktuelle Karte (in Farbe) überlagert.
Der Abbau galt dem Flöz Sengsbank, welches das geologisch älteste, abbaubare Steinkohlenflöz im Ruhrgebiet darstellt. 

## Geschichte
In einer Urkunde vom 10. April 1592 heißt es:
„Herzogliche Bergkonzession für Reiner van der Capellen, Hans Jorien Gruter zu Werdringen und Reinoldt Woertmann, Richter zu Hagen und Konsorten, betrifft ein kaelberg in der vorhelder oder Hulßberger marcke an einem ort, der Keyßberg genannt, tuschen Herdick und Werderingen gelegen, davor haepentlich kaelen to gewinnen.“ (Quelle: Dösseler, Süderländische Geschichtsquellen und Forschungen Band III). Dies ist die erste urkundliche Erwähnung für die Verleihung eines Bergwerkes auf dem Kaysberg.
Neu beantragt wurde der Abbau von Steinkohle im Jahre 1831 beim Oberbergamt Dortmund. Begonnen wurde allerdings erst 1836 und der Betrieb, aufgrund der minderwertigen Kohle und des geringen Ertrags bereits im Jahre 1839 wieder eingestellt. Nach dem Zweiten Weltkrieg wurde für kurze Zeit der Abbaubetrieb wieder aufgenommen, um der Knappheit des Rohstoffs Kohle entgegenzuwirken. Diese war im Besonderen durch die sogenannte „Kohleblockade“ der Nachbarstadt Herdecke hervorgerufen worden.

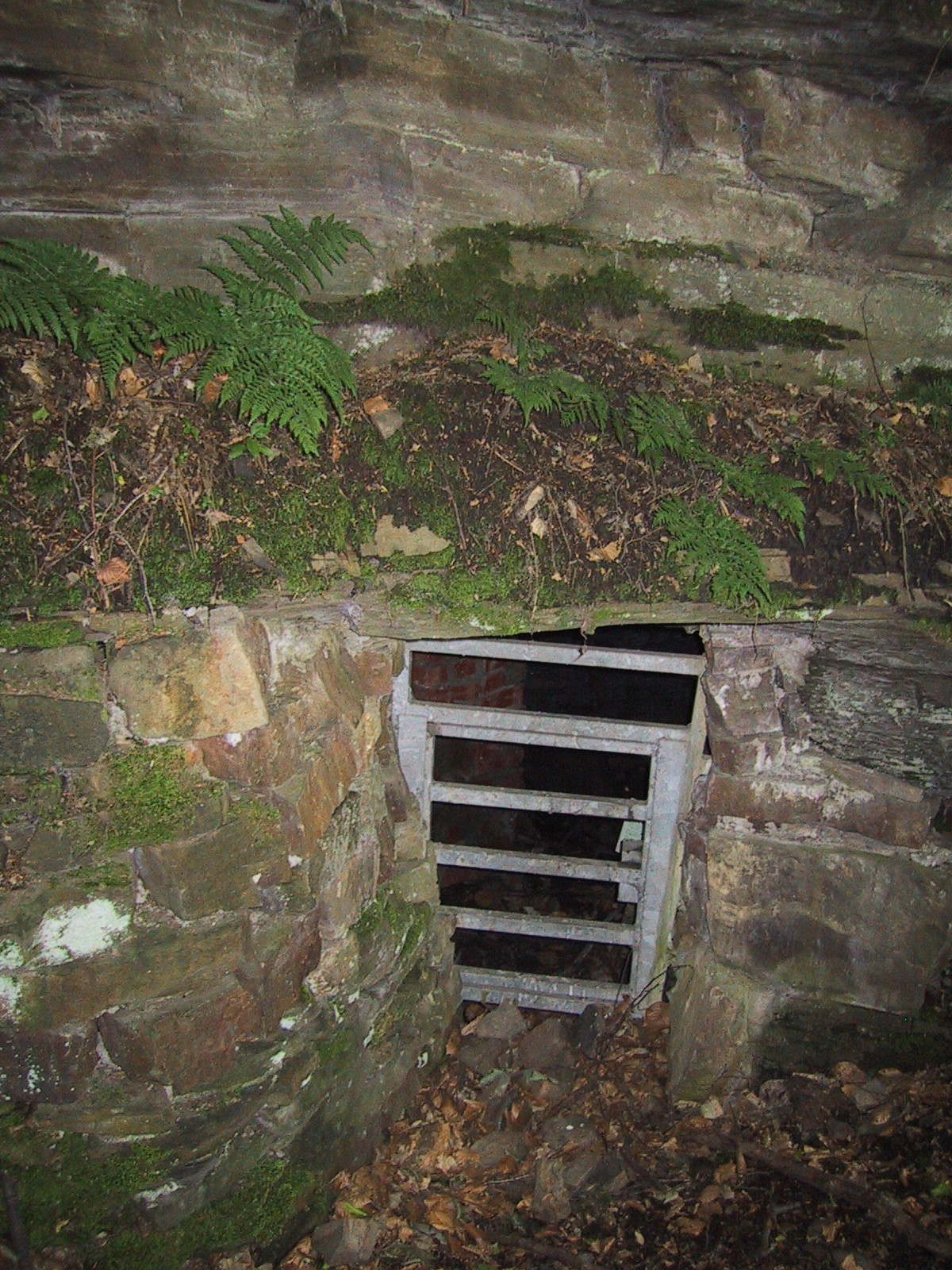
Bunkerzugang

Lange galt der Zugang im Süden als Teil des Kaisberger Stollens. Wie die Karte zeigt, liegt er aber einige Hundert Meter entfernt vom Kohleflöz. Wahrscheinlich handelt es sich um den Gang und der anschließenden Gruft um einen Bunker aus dem Zweiten Weltkrieg.
Heute stellt der Stollen ein schützenswertes Rückzugsgebiet für Feuersalamander, Wasserfledermäuse und Grasfrösche dar, welches vom BUND Hagen betreut wird.
Der Geopfad Kaisberg informiert auf Tafeln vor Ort über die Stollen.